# 愛知教育大学附属岡崎中学校
愛知教育大学附属岡崎中学校（あいちきょういくだいがくふぞく おかざきちゅうがっこう, Okazaki Junior High School Affiliated to Aichi University of Education）は、愛知県岡崎市明大寺町にある愛知教育大学の教育学部附属の国立中学校。
略称は「附中」（ふちゅう）。愛知教育大学の附属中学校としては、他に名古屋中学校がある。

## 概要

### 歴史

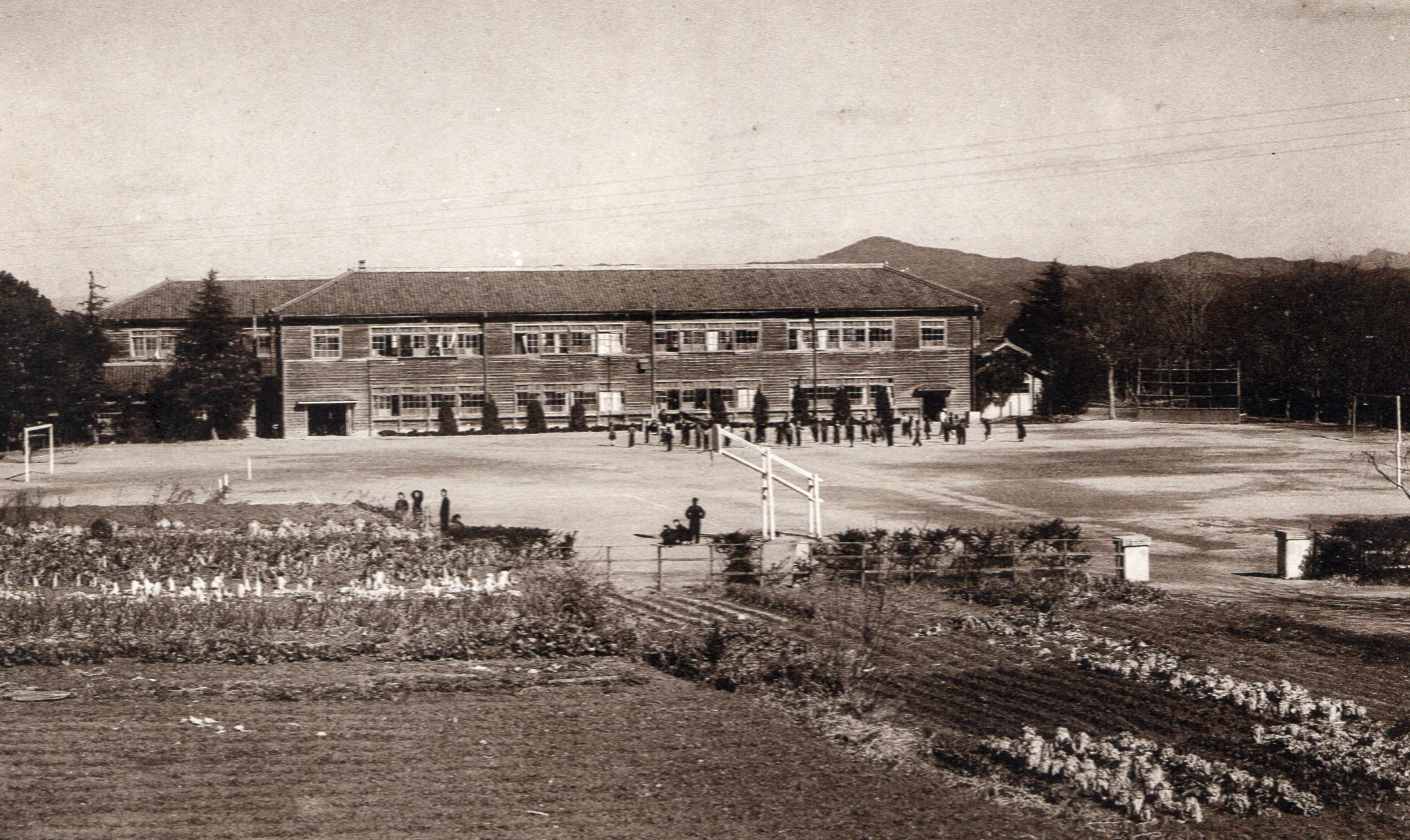
伊賀町にあった時代の附属中学校（1953年（昭和28年）頃）

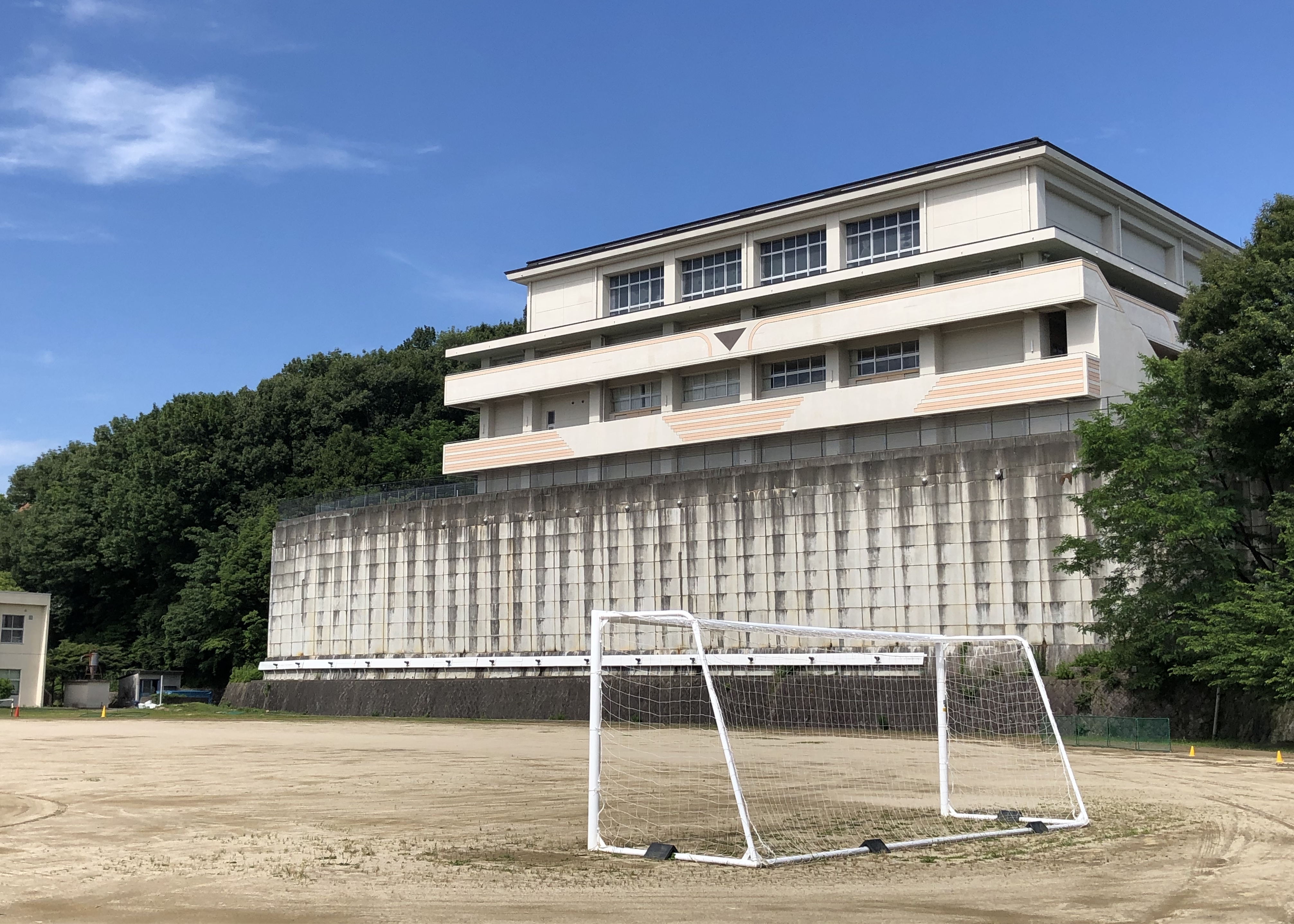
岡崎市立竜海中学校の体育館。運動場の東側に隣接する。

1947年（昭和22年）の学制改革により、「愛知第二師範学校附属中学校」として開校した。数回の改称を経て1966年（昭和41年）に現校名となった。2017年（平成29年）に創立70周年を迎えた。

### 生徒数
- 432人（2024年（令和６年）度）

### 校訓「われらの学園」
- 学問と勤労を愛する学園
- 自由と規律を重んじる学園
- 健康で明るい学園
- 人と物をだいじにする学園
- 楽しく協力しあう学園

### 校章
白い徳川家の葵の家紋を背景にして、中央に「附中」の文字（縦書き）を置いている。色はラインが金、背景が青になっている。

### 学園歌
作詞は谷川潔、作曲は冨田静江による。混声四部合唱で歌詞は4番まである。

### 校風
2年から3年へのクラス替えは行われない。
入学資格は「通学時間1時間以内で保護者と居住する者」となっており、遠距離通学はできない。
総合的な学習の時間に、「Lifework」と呼ばれる個人追究活動がある。これは、自分で決めた1つのテーマを、３年間かけて追究する活動である。
1年に1回宿泊行事がある。1年生はオリエンテーション合宿、2年生は自然体験活動、3年生は修学旅行である。オリ合宿：1泊2日、自然体験活動：2泊3日、修学旅行：3泊4日。

## 沿革
- 1947年（昭和22年）
  - 4月15日 - 学制改革（六・三制の実施）が行われる。
  - 旧・愛知第二師範学校附属国民学校の初等科（6年制）が改組され、「愛知第二師範学校附属小学校」が発足。
  - 旧・愛知第二師範学校附属国民学校の高等科（2年制）が改組され、「愛知第二師範学校附属中学校」（新制中学校）が発足。岡崎市六供町八貫15番地に開校。
  - 初代校長には兵藤三平が就任。生徒数105名（3学級）でのスタートとなる。
- 1948年（昭和23年）10月19日 - 父母と教師の会が発足。
- 1949年（昭和24年）5月31日 - 新制大学愛知学芸大大学の発足により、愛知第二師範学校が包括され、「愛知学芸大学愛知第二師範学校附属中学校」に改称。
- 1951年（昭和26年）
  - 4月1日 - 愛知第二師範学校の廃止に伴い、「愛知学芸大学附属岡崎中学校」に改称。
  - 11月6日 - 岡崎市伊賀町愛宕山1番地の旧愛宕小学校跡地に移転。
- 1953年（昭和28年）4月1日 - 附属安城中学校[注 1]を統合。
- 1956年（昭和31年）
  - 3月6日 - 現在地の明大寺町に移転。
  - 12月13日 - 講堂兼体育館が完成。
- 1959年（昭和34年）2月15日 - 特別教室棟が完成。
- 1962年（昭和37年）4月15日 - 普通教室・管理棟が完成。
- 1964年（昭和39年）2月1日 - 技術科教室が完成。
- 1965年（昭和40年）2月1日 - 特殊学級の校舎が六供町に完成。
- 1966年（昭和41年）4月1日 - 大学の改称に伴い、「愛知教育大学附属岡崎中学校」（現校名）に改称。
- 1967年（昭和42年）
  - 3月20日 - 給食棟が完成。
  - 5月18日 - 完全給食を開始。
  - 6月1日 - 六供町の特殊学級が分離し、愛知教育大学附属養護学校として独立。
- 1973年（昭和48年）4月1日 - 愛知教育大学附属高等学校の設置に伴い、学級を減じる。
- 1980年（昭和55年）2月28日 - 駐車場が完成。
- 1981年（昭和56年）- リンカーンミドルスクール（アメリカ合衆国）との親善交流を開始。
- 1984年（昭和59年）
  - 3月31日 - 視聴覚教室が完成。
  - 4月25日 - 特別教室棟が完成。
- 1987年（昭和62年）8月31日 - 育朋館が完成。
- 1990年（平成2年）4月2日 - コンピュータルームが完成。
- 1997年（平成9年）9月1日 - CD-ROMライブラリーシステムを導入。
- 2000年（平成12年）4月1日 - 学校ホームページを開設。
- 2002年（平成14年）- 後援会「育朋会」が設立される。
- 2003年（平成15年）- 校舎（管理棟と教育棟）を改修。
- 2004年（平成16年）
  - 4月1日 - 国立大学法人化。
  - クアラルンプールスクール（マレーシア）との親善交流を開始。
- 2023年（令和5年） - 学校敷地内のライフラインを更新。ライフラインの更新工事に伴いロータリー、屋外通路、職員駐車場を改修[要出典]。
- 2024年（令和6年）
  - 約半年間にわたる教室棟の大規模改修工事を実施。電子黒板、エレベーターの設置、校舎のバリアフリー化、黒板からホワイトボードへの置き換え、生徒用トイレの更新が行われた[要出典]。
  - 新型コロナウイルス感染症の影響で中止されていたスリKL校( Sri Kuala Lumpur )との国際交流を5年ぶりに再会した[要出典]。

## 学校行事
3学期制。生徒主体で企画・運営をする。

### 新入生歓迎会
新入生の歓迎を目的とする行事。毎年4月中旬に行われるため、前年度後期生徒会と新年度前期生徒会が連携し企画・運営する。

### 体育大会
縦割りによるグループ分割（A〜D）で行う前期生徒会主催の体育系行事。毎年9月中旬に行われる。それぞれグループカラー（A：青、B：黄、C：赤、D：緑）が決まっており、夏休み後半から、（2年生は来年の為に3学期ぐらいから）互いに製作、競技、応援で競い合う。

### 文化祭
2日間にわたって行う前期生徒会主催の文化系行事。毎年11月初旬に行われる。コーラスコンクールや18番コンサート、さらに学習発表というクラスで追究した単元を発表する。しかし、2024年と2025年の文化祭は1日で完結し、あおいホールでやることになっている。

### 冬フェス
生徒同士の親睦を深めることを目的とする、後期生徒会主催の行事。毎年冬休み中に行う。内容は縮小版の文化祭である。2013年（平成25年）以降、最高学年の受験の都合と称し廃止されていたが、議会と生徒会の強い希望により2016年（平成28年）度のみ復活した。2017年（平成29年）度以降は実施なし。

### 夏祭り（2015年（平成27年）以降中止中）
生徒同士の親睦を深めることを目的とする、前期生徒会主催の行事。毎年夏休み中に行っていたものの、生徒会顧問の交代により文化の継承が途絶え、現在は行われていない。内容は冬フェスに近いが、浴衣の着用が生徒会に許可されており、育朋館でのイベントに加えて屋外で飲料の販売などが行われた経緯もある。売上は寄付された。

### 三年生を送る会（三送会）
卒業する3年生に感謝を伝えることを目的とする、後期生徒会主催の行事。毎年2月下旬に行う。

### 附中祭
2020年（令和2年）度に初めて開催された、前期生徒会主催の行事。新型コロナウイルスの影響で開催が延期された体育大会と、文化祭が2日連続で行われる。9月に体育大会の準備、10月に文化祭の準備を行う。附中祭直前の1週間は「附中祭Week」という、授業時間を全て使って最終準備をする期間が設けられている。　　

## 部活動
愛知教育大学附属岡崎中学校では令和6年度を以って音楽部と合唱団を除く全ての部活動が廃止された。

### 運動部
- サッカー部（男）
- 卓球部（男）
- バスケットボール部（男・女）
- バレーボール部（女）
- ソフトテニス部（女）
- 水泳部
- 陸上部（期間限定）- 毎年5月に行われる、「岡崎市総合体育大会」出場のために結成される。
- 駅伝部（期間限定）- 毎年1月に行われる、「岡崎市民駅伝」出場のために結成される。

### 文化部
- 音楽部
- 文芸部
- パソコン部
- 美術部

### 同好会
おもに2・3年生が中心となり、5〜20人程で構成されることが多い。
かつてディベートチームが存在し、1998年（平成10年）には全国中学・高校ディベート選手権（ディベート甲子園）で３位という結果を残しているが、しばらく公式の大会には出場していなかった。しかし、2024年（令和６年）、22大会ぶりに同大会に出場し、全国優勝を果たす。

#### 前に存在したが現存しないもの
- 囲碁同好会
- 読書同好会
- フットサル同好会
- 剣道同好会

- ジャグリング同好会
- 囲碁・将棋・オセロ同好会
- オカルト同好会
- 写真同好会
- バレーボール同好会（女子しか部活がないため）
- 歴史同好会

## 著名な出身者
- 浦野烋興 - 元衆議院議員、元科学技術庁長官[2]
- 本郷谷健次 - 千葉県松戸市長[3]
- 芦田信 - JCRファーマ創業者・会長兼CEO[4]
- 中嶋一貴 - レーシングドライバー[5]
- 中嶋大祐 - レーシングドライバー[5]
- 坂本葵 - 文筆家[6]
- 中木健二 - チェロ奏者[5]
- 吉村靖孝 - 建築家
- 樅山朋久 - 実業家
- 米山公啓 - 推理作家、医師
- 内山田竹志 ‐トヨタ自動車取締役会長

## 交通アクセス

### 最寄りの鉄道駅
- 名鉄名古屋本線 東岡崎駅

### 最寄りのバス停
- 名鉄バス「芦池橋」バス停

### 最寄りの道路
- 愛知県道483号岡崎幸田線

## 周辺
- 岡崎市立竜海中学校 - 本校と校地を隣接している。
- 岡崎市立三島小学校
- 愛知県立岡崎高等学校
- 愛知県立岡崎盲学校
- 岡崎共通研究施設
- カトリック岡崎教会
- 聖園マリア幼稚園
- 岡崎南明大寺郵便局